# ريتشل أندرسون
ريتشل أندرسون (بالإنجليزية: Rachel Anderson)‏ هي كاتِبة أمريكية، ولدت في 1943.

## وصلات خارجية
- الموقع الرسمي